# Кутретино
Кутретино (на македонска литературна норма: Кутретино) е село в община Демир Хисар, Северна Македония.

## География
Селото е разположено на 650 m в южната част на община Демир Хисар, на дясната страна на Църна река, в близост минава пътят Демир Хисар - Битоля. Землището на Кутретино е 3,9 km2, от които обработваемите площи са 178 ha, горите 126 ha, а пасищата 61 ha. Селото на практика се е сляло със Суходол на изток, с което имат обща гробищна църква „Св. св. Константин и Елена“ и общо футболно игрище. Църквата „Свети Никола“ е малка сграда, градена на основи на по-стара.

## История
Според местната легнеда в местността Леска е имало голямо средновековно селище под името Лескоец или Леска, наричано Старо Кутретино. В него имало много богата църква, унищожена от турците. Стълбове и каменни блокове от нея били вградени в „Преображение Господне“ в Гопеш.
През XIX век Кутретино е малко селце в Битолска кааза на Османската империя. Според статистиката на Васил Кънчов („Македония. Етнография и статистика“) от 1900 година Кудретино има 52 жители, всички българи християни.
На Етнографската карта на Битолския вилает на Картографския институт в София от 1901 година Кутретино е чисто българско село в Битолската каза на Битолския санджак с 5 къщи.
Цялото население на селото е под върховенството на Българската екзархия. По данни на секретаря на екзархията Димитър Мишев („La Macédoine et sa Population Chrétienne“) в 1905 година в Кутретино има 64 българи екзархисти.
При избухването на Балканската война 1 човек от Кутретино е доброволец в Македоно-одринското опълчение.
Кутретино е едно от малкото села в района, които бележат ръст на населението за последните десетилетия. През 1961 година селото има 164 жители, които през 1994 се увеличават на 271, а според преброяването от 2002 година селото има 301 жители, всички македонци.
| Националност | Всичко |
| македонци    | 301    |
| албанци      | 0      |
| турци        | 0      |
| роми         | 0      |
| власи        | 0      |
| сърби        | 0      |
| бошняци      | 0      |
| други        | 0      |